# Galactia bullata
Galactia bullata är en ärtväxtart som först beskrevs av George Bentham, och fick sitt nu gällande namn av Paul Hermann Wilhelm Taubert. Galactia bullata ingår i släktet Galactia och familjen ärtväxter.

## Underarter
Arten delas in i följande underarter:
- G. b. bullata
- G. b. magnifolia